# Allograpta teligera
Allograpta teligera är en tvåvingeart som beskrevs av Fluke 1942. Allograpta teligera ingår i släktet Allograpta och familjen blomflugor. Inga underarter finns listade i Catalogue of Life.